# Przejście graniczne Werchrata-Rawa Ruska
Przejście graniczne Werchrata-Rawa Ruska (1978–82 przejście graniczne Boguszów-Rawa Ruska) – polsko-ukraińskie kolejowe przejście graniczne położone w województwie podkarpackim, w powiecie lubaczowskim, w gminie Horyniec-Zdrój, w miejscowości Werchrata.
Przejście graniczne Werchrata-Rawa Ruska powstało 24 sierpnia 2005 r. dzięki umowie między Rządem Rzeczypospolitej Polskiej a Rządem Ukrainy. Czynne jest przez całą dobę. Dopuszczony jest ruch środków transportowych i towarów niezależnie od przynależności państwowej. Przejście graniczne obsługuje Placówka Straży Granicznej w Horyńcu-Zdroju.
W okresie istnienia Związku Radzieckiego funkcjonowało w tym miejscu polsko-radzieckie kolejowe przejście graniczne Werchrata. Od 18 stycznia 1978 r. przyjęła nową nazwę Boguszów. Dopuszczony był ruch towarowy.
Przejście zostało wybudowane w latach 1954-1956 jako jeden z suchych portów służących wymianie towarów pomiędzy Polską i ZSRR. W 1982 r. przejście zostało zamknięte. Po remoncie ponownie oddano je do użytku w 1994 r. z myślą o eksporcie polskiego węgla na Ukrainę.